# مونيكا كروز
مونيكا كروز سانشيز (بالإسبانية: Mónica Cruz Sánchez)‏ وهي ممثلة وراقصة إسبانية ولدت في يوم 16 مارس 1977 في ألكوبينداس في مدريد في إسبانيا وهي شقيقة بينيلوب كروز، مثلت في فلم وان باسو أديلانت.

## روابط خارجية
- مونيكا كروز على موقع IMDb (الإنجليزية)
- مونيكا كروز على موقع روتن توميتوز (الإنجليزية)
- مونيكا كروز على موقع ألو سيني (الفرنسية)
- مونيكا كروز على موقع أول موفي (الإنجليزية)
- مونيكا كروز على موقع قاعدة بيانات الأفلام السويدية (السويدية)
- مونيكا كروز على موقع إن إن دي بي (الإنجليزية)
- مونيكا كروز على موقع ديسكوغز (الإنجليزية)
- مونيكا كروز على موقع قاعدة بيانات الفيلم (الإنجليزية)
- مونيكا كروز على موقع كينوبويسك (الروسية)